# Bataille de Plains Store
Guerre de Sécession
Batailles
Campagne de Port Hudson
- Forts Jackson et St-Philip
- La Nouvelle-Orléans
- Baton Rouge
- 1re Donaldsonville
- Georgia Landing
- Plains Store
- Port Hudson

La bataille de Plains Store ou bataille de Springfield Road s'est déroulée le 21 mai 1863, dans la paroisse de Baton Rouge Est, Louisiane, pendant la campagne pour capturer Port Hudson lors de la guerre de Sécession. La victoire de l'Union ferme la dernière route de fuite des confédérés de Port Hudson.

## Contexte
La 1st division, du XIX corps, commandée par le major général Christopher C. Augur, quitte Baton Rouge et part pour le nord vers Port Hudson pour sécuriser le débarquement du reste des forces du major général Nathaniel P. Banks.

## Bataille
La cavalerie de l'Union commandée par le brigadier général Benjamin H. Grierson (en), ouvrant l'avancée de la division d'Augur, commence une escarmouche contre les forces confédérées du colonel Frank W. Powers. L'infanterie de l'Union approche et le combat augmente d'intensité. Le colonel William R. Miles quitte Port Hudson à midi, mais quand il atteint le champ de bataille, les forces de Powers ont déjà retraité et le combat se calme. Miles néanmoins attaque, et au début, réussit à repousser l'infanterie de l'Union. Augur ressemble ses troupes et contre-attaque, expulsant les confédérés de Plains Store et les repoussant vers les défenses de Port Hudson, terminant la bataille.

## Conséquences
La bataille ferme la dernière route d'échappée pour la garnison confédérée de Port Hudson. Le jour suivant, Banks investit la forteresse et commence le siège de Port Hudson.